# スルファニルアミド
スルファニルアミド（SulfanilamideまたはSulphanilamide）は、スルホンアミド系抗生物質の1つである。化学的には、パラ位にスルホンアミド基を有するアニリン誘導体である。粉末のスルファニルアミドは、第二次世界大戦中に連合国側で感染予防に用いられ、それ以前と比較して劇的に死亡率を低下させた。現代では戦場では他の抗生物質に取って代わられているが、膣真菌感染症には今でも用いられる。
“スルファニルアミド”という語は、分子中に4-アミノベンゼンスルホンアミド構造を有することを表現するために今でも用いられている。
例）
- フロセミド ― ループ利尿薬の1つ。
- スルファジアジン ― 抗生物質の1つ。
- スルファメトキサゾール ― 抗生物質の1つ。

## 作用機序
スルホンアミド系抗生物質としては、4-アミノ安息香酸（para-aminobenzoic acid、PABA）の競合阻害薬として作用する。PABAはプリンおよびピリミジンの合成に必須である葉酸の生合成に必要であり、プリン・ピリミジンは真菌では合成されるが哺乳類では合成されないので、スルファニルアミドの殺作用は真菌選択的である。しかしながら、グルコース-6-リン酸脱水素酵素欠損症のヒトに本剤を投与すると溶血が起こるなど、副作用も存在する。

## 開発の経緯
スルファニルアミドはウィーン工科大学に学んでいたパウル＝ヨーゼフ・ヤコブ＝ゲルモによって1908年に初めて合成され、ゲルモはこれによって博士号を取得し翌1909年には特許も取った。
プロドラッグであるプロントジルが試験されたのは1935年であり、同年にスルファニルアミドが有効成分であることが報告され、感染症化学療法の先駆けとなった。プロントジルの臨床試験を実施したゲルハルト・ドーマクはその業績によりノーベル生理学・医学賞賞を受賞した。

スルファニルアミドの合成